# Helt Off (musikalbum)
Helt Off är ett den svenska reggaegruppen Helt Off's självbetitlade debutalbum, utgivet 2004. Låten "Babylonsjukan" spelades i den svenska långfilmen Babylonsjukan.

## Spår
1. Klibbiga toner (4.17)
2. Hur beter du dig man? (3.22)
3. Va skulle du göra (om och om) (4.11)
4. Dödar o sorterar dom sen (4.39)
5. Underlan (5.04)
6. Bla bla bla (3.58)
7. Bara för jag smögar (4.19)
8. Babylonsjukan (3.49)